# Pachychalina rustica
Pachychalina rustica är en svampdjursart som beskrevs av Schmidt 1868. Pachychalina rustica ingår i släktet Pachychalina och familjen Niphatidae. Inga underarter finns listade i Catalogue of Life.